# Grzegorz Lasota

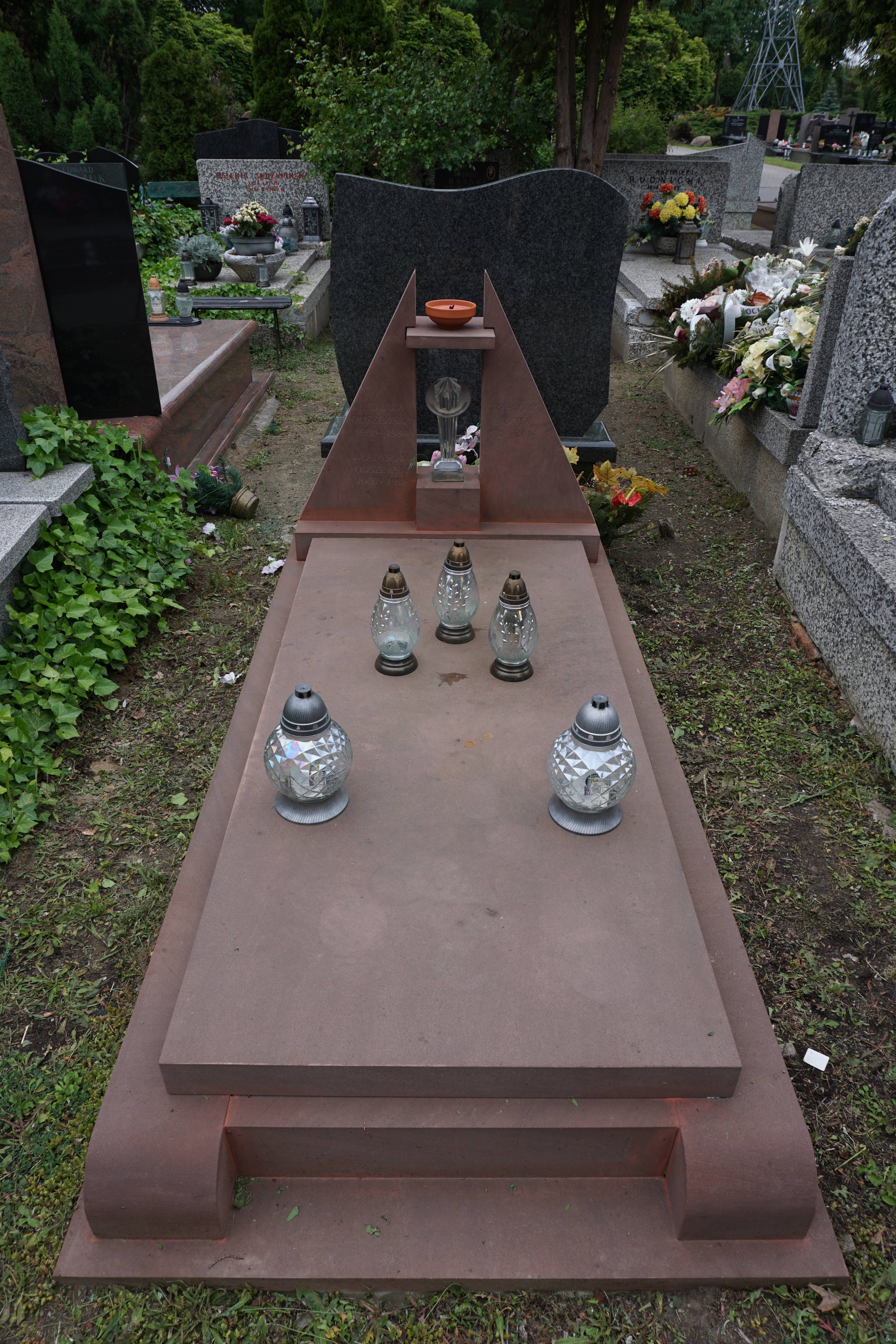
Grób Grzegorza Lasoty na cmentarzu komunalnym Północnym

Grzegorz Paweł Lasota, pierwotnie Frejman (ur. 18 listopada 1929 w Warszawie, zm. 27 sierpnia 2014 tamże) – polski dziennikarz i reżyser.

## Życiorys
Urodził się w rodzinie żydowskiej, jako syn dr. Mieczysława i dr Danuty Frejmanów. Jego matka podczas II wojny światowej została zamordowana w obozie zagłady w Treblince.
Absolwent Uniwersytetu Warszawskiego (1950) oraz Instytutu Nauk Społecznych (1955). Dziennikarz prasy młodzieżowej w PRL, krytyk literacki Nowej Kultury i Przeglądu Kulturalnego (1950–1964). Dziennikarz Telewizji Polskiej; twórca i prezenter magazynu kulturalnego Pegaz (1959–1968), potem kierownik Redakcji Filmowej i kierownik Studia Eksperymentalnego.
Członek Armii Ludowej, Związku Walki Młodych, Związku Młodzieży Polskiej, PPR, PZPR i Stowarzyszenia Dzieci Holocaustu. Laureat najwybitniejszych nagród dziennikarskich, m.in. Srebrnego Lajkonika (1966), Prix Italia (1970; za Gry), Złotej Róży w Montreux (1974), Premio Andas w Barcelonie (1976), Grand Prix i Złotego Klucza Chicago (1979). Reżyser licznych dokumentalnych filmów telewizyjnych.
Odznaczony Krzyżem Komandorskim Orderu Odrodzenia Polski. Pochowany 2 września 2014 na cmentarzu komunalnym Północnym na Wólce Węglowej w Warszawie.

## Wybrana filmografia
- Parada oszustów (1977)